# シャーロック・ホームズ 悪魔の娘
『シャーロック・ホームズ 悪魔の娘』（シャーロック・ホームズ あくまのむすめ、原題：Sherlock Holmes: The Devil's Daughter）は、Frogwares開発によるゲームソフト。

## 概要
コナン・ドイルの小説「シャーロック・ホームズの冒険」を原作とするオリジナルストーリーのミステリーアドベンチャーゲーム。
5つの事件が交錯してストーリーが進行し、プレイヤーの集めた証拠や推理によって結末が変化するマルチエンディングシステムを採用している。
Frogwaresの開発したアドベンチャー オブ シャーロック・ホームズシリーズの第8作目にあたるが、本作はシリーズで初めて日本国内用コンシューマハードで発売された。PlayStation 4版は2016年12月22日に発売されたがライセンス契約終了のため2021年6月10日でダウンロード版の新規販売を終了。Nintendo Switch版は2022年4月7日より配信開始。

## システム
基本的にホームズを操作し、証拠の収集や関係者とのやりとりなどを行い事件の真相に迫っていく。また、一部では謎解きやアクションゲームのパートもある。なお、ほぼ全てのパートにおいて難しい場合はスキップをすることもできる。
プロファイリング
登場人物やその周辺を観察する。気になる点は選択することができ、それによって人物像が浮かび上がっていく。一部のポイントでは状況などからどちらがより正しい人物像に近いかを選択しなければならない。最終的に決定した人物像がプロフィールに掲載される。
才能
ホームズが持つ様々な「才能」を発揮させるモード。画面がモノクロになるが、注目すべき物が金色になったり文字が表示されるようになり、通常では見えなかったり気づかない物にも気づくことができるようになる。
イマジネーション
ホームズの「想像力」を発揮させるモード。様々な証言やその場の事象を元に、事象が起こった順番やこれから行うべき行動順を構築することができる。正しい順番であれば解決し次に進めるようになる。
書物の検索
様々な資料、年代別の新聞、百科事典などから求めている資料に合った項目や記事を探す。
ピッキング
施錠された扉を開ける作業。正しいピッキングツールを用いて鍵を開錠する。1つの鍵につき2段階あり、クリアすれば開錠することができる。
推理空間
ホームズの脳内を具現化したもの。集めた証拠の中から正しい2つを組み合わせることで「推測」が生み出され記録されていく。また、一部ではいくつかの推測を組み合わせて新たな推測が生み出されたり、2つの可能性の選択肢から正しいと思われるものを選ぶこともある。なお、通常は青く表示されるが、矛盾が発生している場合はその推測が赤く表示される。
推測が矛盾しない組み合わせであっても最終的に導かれる結論（犯人）の候補は複数存在するため、プレイヤーが正しいと思われる犯人を推理して結論を選ぶ必要がある。仮に誤った推理で冤罪を起こしたとしても、その場でホームズが咎められることは無く次の事件へと進む。
なお、いずれの結論であってもプレイヤーは最後に「道徳的選択」を求められ、導き出された結論に対し「有罪とし、法の下で裁く」か、「無罪とし、状況を鑑みて告発をしない」かを選ぶことが出来る。

## 登場人物

### 主要人物
シャーロック・ホームズ (Sherlock Holmes)
本作の主人公。ロンドンで活躍した名探偵。なお、舞台は1895年のロンドンとなっている。
ワトソン (Watson)
元軍医で、ホームズの片腕。
ケイトリン・ホームズ (Caitlyn Holmes)
シャーロック・ホームズの養女。寄宿先の宿舎が浸水被害に遭ってしまったため、急遽ベイカー街に戻ってきた。
アリス・デブーヴィエ
ホームズの隣に引っ越してきた女性。
ウィギンス
ホームズの協力者の1人。普段は街頭で新聞販売を行っている。様々な形でホームズの捜査の手助けを行う。
トビー
ホームズの飼い犬。警察犬顔負けの嗅覚を持つ。
ハドスン夫人
ホームズの下宿先の女主人。ケイトリンとも仲が良い。
レストレイド警部
スコットランド・ヤード所属の警部。ホームズを厄介扱いすることもあるが、捜査には進んで協力する。

### 各エピソードごとの人物
餌食は語る
トム・ハースト
ホームズの元を訪れた少年。父親が失踪したため捜索の依頼を行う。
ジョージ・ハースト
トムの父。日雇い労働で日銭を稼いでおり、収入は安定しているとは言えない。トムに対し何も言わず失踪してしまう。
マーシュ卿
ロンドン有数の名士。貧困者に食料や本の提供や「特別教育課程」を進めるなど慈善事業に篤い。
フィッシャー医師
マーシュ卿に仕える医師。秘書の役割も行っている。
緑の研究
チャールズ卿
考古学クラブのオーナー。政財界にもパイプを持ち、ローンボウルズ大会も主催する。
ザハリアス・グレイストーク
チャールズ卿の友人。考古学クラブのメンバーでもある。
バーナード・マリー
チャールズ卿の友人。同じく考古学クラブのメンバー。
アルベイト
チャールズ卿の古くからの友人。過去の発掘遠征で熱帯病にかかり亡くなったらしい。
不名誉
オーソン・ワイルド
アメリカ人の俳優。次の舞台でホームズ役を演じるためその参考にケイトリンの部屋を借りてホームズ宅に住まうことになる。ホームズよりも「ホームズらしい」言動に固執している。
ジャック・ハンマー・コール
ウエストミンスター・ギャングのボス。パブを仮の姿とした違法賭博部屋のオーナーでもある。元ボクサー。
パーシー・ダーツ・フレミング
ウォルワース一味のボス。売春宿を経営している。
ジェレマイア
ホームズに大きく関わる人物。
ジェレマイアの母
最近様子がおかしいジェレマイアを心配している。信心深いキリスト教徒。
メアリー・サザーランド
ホームズの元を訪ねた女性。婚約者の失踪について依頼する。
ウィンディバンク
メアリーの義父。メアリーに対し頑ななまでに外出を制限しようとする。出張が多い。
ホズマー・エンジェル
メアリーの婚約者。舞踏会でメアリーと知り合い婚約したが、失踪してしまっている。
連鎖反応
レジナルド・ブッチャー
ロンドン地下電気鉄道の職員。事故現場に居合わせる。
ベンジャミン・ファウラー
工事作業員。事故に巻き込まれた1人。
トマス・ギャレット
事故現場に居合わせた1人。